# Otto Wilhelm von Königsmarck (Politiker)
Otto Wilhelm Graf von Königsmarck (* 21. Juli 1840 in Stettin; † 21. August 1879 in Ober-Lesnitz, Kreis Kolmar i. Posen) war ein deutscher Rittergutsbesitzer und Parlamentarier.

## Leben
Otto Wilhelm von Königsmarck war der älteste Sohn des preußischen Oberpräsidenten und Ministers Otto von Königsmarck und der Helene geb. von Klitzing. Er studierte an der Ruprecht-Karls-Universität Heidelberg. 1861 wurde er Mitglied des Corps Saxo-Borussia Heidelberg. Nach dem Studium wurde er Leutnant und Besitzer des Rittergutes Ober-Lesnitz bei Chodziesen in der preußischen Provinz Posen.
1870–1873 saß Königsmarck als Abgeordneter des Wahlkreises Bromberg 1 (Czarnikau, Chodziesen) im Preußischen Abgeordnetenhaus. Er gehörte der Fraktion der Konservativen Partei an. Er wurde nur 39 Jahre alt. Der Landrat und Parlamentarier Wilhelm von Königsmarck war sein Bruder.
Otto heiratete am 5. Februar 1840 in Rogau Karoline Gräfin von Pückler (1852–1922). Das Paar hatte folgende Söhne:
- Otto (1872–1934)
- Günther (1873–1938)
- Axel (1876–1914), gefallen